# Dia do Material Bélico da Aeronáutica
O Dia do Material Bélico da Aeronáutica é uma data comemorada no dia 11 de novembro em homenagem ao Sistema de Material Bélico da Aeronáutica (SISMAB), responsável pela manutenção do armamento. pelo Foi estabelecida pela Portaria 558/GC3 de 6 de outubro de 2011 em homenagem ao primeiro voo independente do 1º Grupo de Aviação de Caça (1º GAvCA) em 1944. O voo foi realizado com aviões P-47 Thunderbolt, que foram preparados e pilotados por militares brasileiros. A missão contou com especialsitas como o Tenente-Coronel Especialista em Armamento Jorge da Silva Prado, que se tornou patrono do material bélico da Aeronáutica.